# カーゼルーン
カーゼルーン（ペルシア語: کازرون、Kāzerūn/Kāzeroūn/Kazeroon/Kasrun）
とは、イランのファールス州カーゼルーン郡の都市で郡中心市に定められている。2016年当時の人口は96,683人。都市の農産物はナツメヤシ、柑橘類の果樹園、小麦、タバコ、米、綿花、ブドウがある。伝統工芸品のギーヴェ（綿布で作られた靴）やドゥールチェ（手桶）の産地としても知られている。
カーゼルーンから19km北の地点には古代都市ビシャープールの遺跡があり、サーサーン朝時代の浅浮彫が残されている。遺跡内のシャープール洞窟にはシャープール1世（在位：241年 - 272年）の像が建てられている。カーゼルーンは多くの知識人を輩出したことでも知られ、出身者として預言者ムハンマドのサハーバ（教友）であるサルマーン・アル＝ファーリスィーなどの人物が挙げられる。ガージャール朝の時代には多くの人々がカーゼルーンからバーレーンに移住し、カーゼルーニーという姓を持つバーレーン人が多い。

## 歴史
サーサーン朝の君主ペーローズ1世（在位：459年 - 484年）の治世に3つの村が一つにまとめられ、カーゼルーンの元となる町が作られた。元々の名称は「バラドアティーグ」だったが、10世紀以降はカーゼルーンの名前で呼ばれるようになった。ウマイヤ朝の時代にはカーゼルーンとビシャープールで貨幣の鋳造が行われ、アッバース朝期からカーゼルーンは造幣で知られるようになった。10世紀末までにサーサーン朝時代の主要都市だったビシャープールが衰退すると、ビシャープールに代わってカーゼルーンがファールス地方の有力都市の一つになる。当時のカーゼルーンは商業活動が活発であり、立派な家屋が立ち並んでいた。良好な立地と気候、交易活動のため、ファールス地方が不安定な情勢にある中でもカーゼルーンは平穏を保っていた。
1101年から1102年にかけてアブー・サイード・シャバーンカーライーによってカーゼルーンと周辺の都市が破壊され、荒廃したビシャープールに代わってカーゼルーンが地域の中心都市となった。12世紀に始まったモンゴル帝国のペルシア征服事業において、カーゼルーンとファールス地方は初期の軍事活動で行われた大規模な破壊・虐殺は免れたものの、13世紀末からカーゼルーンはニクダリヤンの攻撃にしばしば晒され、ムザッファル朝の君主シャー・シュジャー死後の内乱で町は破壊された。
ティムール朝と黒羊朝の抗争の中でカーゼルーンは破壊を免れるが、サファヴィー朝の創始者イスマーイール1世はカーゼルーンのスンナ派の人間に強い圧力をかけ、彼の命令によってスンナ派の説教師とその家族が殺害され、スンナ派の聖者の墓廟が破壊された。1591年にアッバース1世はアフシャール家のホージャ・ピール・ボダーグをカーゼルーンの総督に任命し、その後およそ250年の間アフシャール家出身の総督がカーゼルーンを統治した。サファヴィー朝末期からヨーロッパの旅行者がカーゼルーンを訪れるようになり、彼らは町の寂れた様子、彫像が置かれたシャープール洞窟などの近郊の遺跡の素晴らしさを書き残した。

## 気候
カーゼルーンは気温が高いステップ気候である。（ケッペンの気候区分でBShに分類される。）
| カーゼルーンの気候     | カーゼルーンの気候 | カーゼルーンの気候 | カーゼルーンの気候 | カーゼルーンの気候 | カーゼルーンの気候 | カーゼルーンの気候 | カーゼルーンの気候 | カーゼルーンの気候 | カーゼルーンの気候 | カーゼルーンの気候 | カーゼルーンの気候 | カーゼルーンの気候 | カーゼルーンの気候 |
| 月                     | 1月                | 2月                | 3月                | 4月                | 5月                | 6月                | 7月                | 8月                | 9月                | 10月               | 11月               | 12月               | 年                 |
| ---------------------- | ------------------ | ------------------ | ------------------ | ------------------ | ------------------ | ------------------ | ------------------ | ------------------ | ------------------ | ------------------ | ------------------ | ------------------ | ------------------ |
| 平均最高気温 °C （°F） | 14.6 (58.3)        | 15.4 (59.7)        | 17.1 (62.8)        | 19.4 (66.9)        | 26.0 (78.8)        | 33.0 (91.4)        | 39.3 (102.7)       | 41.3 (106.3)       | 40.0 (104)         | 35.7 (96.3)        | 30.4 (86.7)        | 24.5 (76.1)        | 28.06 (82.5)       |
| 平均最低気温 °C （°F） | 4.0 (39.2)         | 4.5 (40.1)         | 4.9 (40.8)         | 7.2 (45)           | 12.4 (54.3)        | 18.7 (65.7)        | 26.0 (78.8)        | 27.4 (81.3)        | 24.9 (76.8)        | 20.9 (69.6)        | 17.1 (62.8)        | 13.5 (56.3)        | 15.13 (59.22)      |
| 雨量 mm （inch）       | 53 (2.09)          | 62 (2.44)          | 45 (1.77)          | 6 (0.24)           | 0 (0)              | 0 (0)              | 0 (0)              | 0 (0)              | 1 (0.04)           | 12 (0.47)          | 28 (1.1)           | 50 (1.97)          | 257 (10.12)        |
| 出典：Climate-data.org |                    |                    |                    |                    |                    |                    |                    |                    |                    |                    |                    |                    |                    |